# Лизинг (Вена)
Лизинг (нем. Liesing) — двадцать третий район Вены.
Площадь района составляет 32,1 км², население — 111 812 человек (1 января 2021), плотность населения — 3445 чел./км².
Лизинг был присоединён к Вене после аншлюса Австрии Германией, когда количество районов в Вене увеличилось с 21 до 26.  Пятнадцать районов Нижней Австрии образовали Лизинг, тогда 25-й район Вены.  После перехода власти к союзникам, Лизинг вернулся под юрисдикцию Нижней Австрии, в советскую оккупационную зону.  Наконец, в 1954 году, часть более крупного района вернулась в состав Вены, образовав 23-й район.
В Лизинге находится конечная станция шестой линии метро. В этом же районе находятся  бутанский парк Друк-Юл.

## География
Лизинг находится на юго-западе Вены и имеет площадь 32,29 км² или 7,7 % от общей площади города — пятую среди всех районов. Топографически примерно соответствует долине одноименной реки. В современной Вене вся территория района застроена — здесь есть как большие жилые зоны, так и промышленные.

## Население
| Год  | Численность |
| ---- | ----------- |
| 2005 | 87716       |
| 2006 | 89078       |
| 2007 | 90291       |
| 2008 | 91192       |

| Год  | Численность |
| ---- | ----------- |
| 2009 | 91623       |
| 2010 | 92252       |
| 2011 | 93374       |
| 2012 | 94469       |

| Год  | Численность |
| ---- | ----------- |
| 2013 | 95263       |
| 2014 | 96094       |
| 2015 | 96775       |
| 2016 | 98391       |

| Год  | Численность |
| ---- | ----------- |
| 2017 | 101053      |
| 2018 | 103869      |
| 2019 | 106281      |
| 2020 | 110464      |